# Ratskeller Gehrden

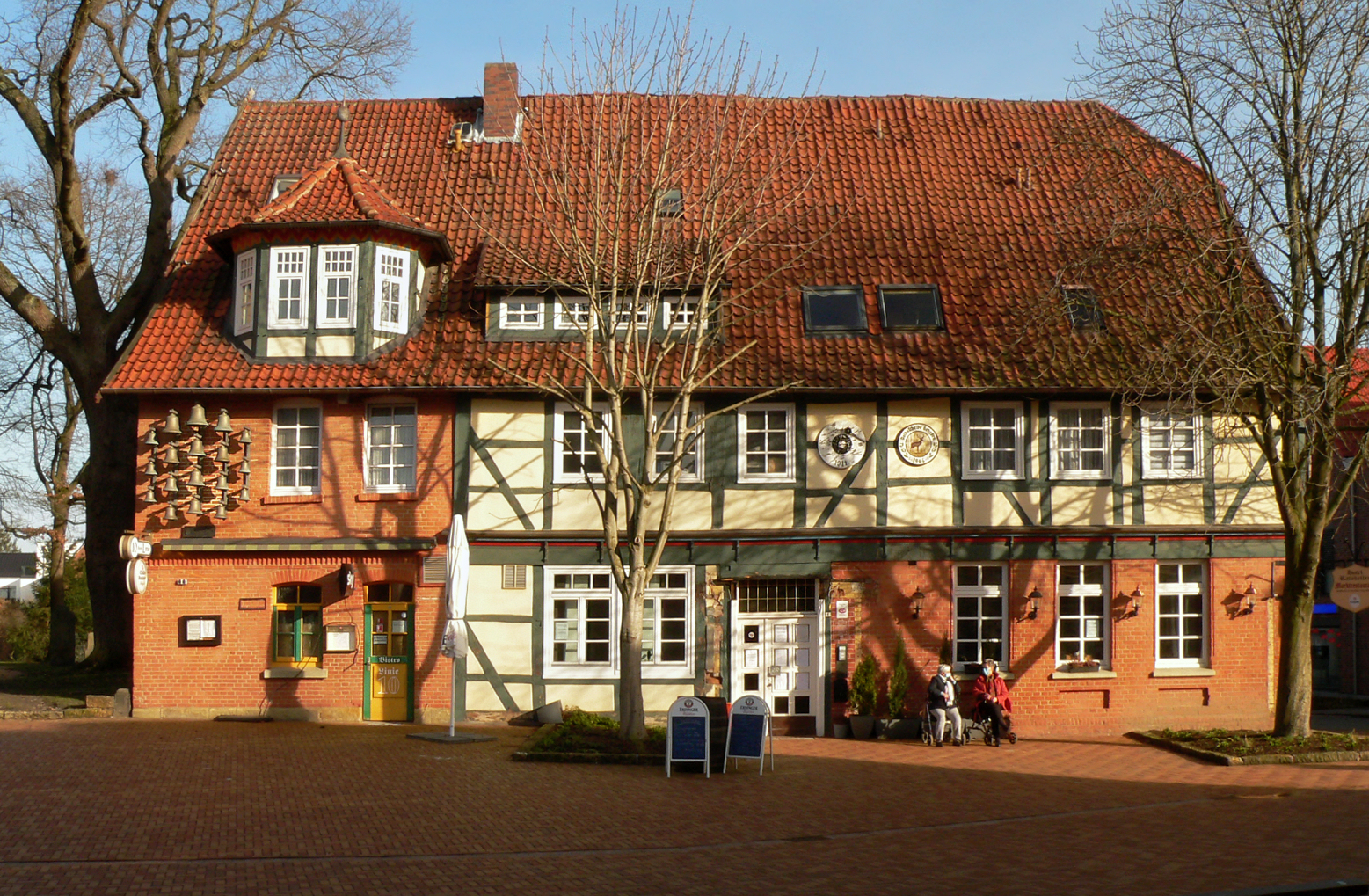
Ratskeller Gehrden

Der Ratskeller Gehrden am Marktplatz von Gehrden in Niedersachsen ist ein denkmalgeschütztes Gebäude. Der 1586 erstmals urkundlich erwähnte Ratskeller dient seither als Gaststätte. Er ist nach der Margarethenkirche aus dem 13. Jahrhundert in Teilen das zweitälteste Bauwerk der Stadt. Das Am Markt 6 stehende Gebäude verfügt mit der alten Ratsstube über einen Versammlungsraum, den der Stadtrat heute noch gelegentlich für Sitzungen nutzt. Heute (2025) wird das Gebäude als Gaststätte, Restaurant und Hotel genutzt.

## Geschichte

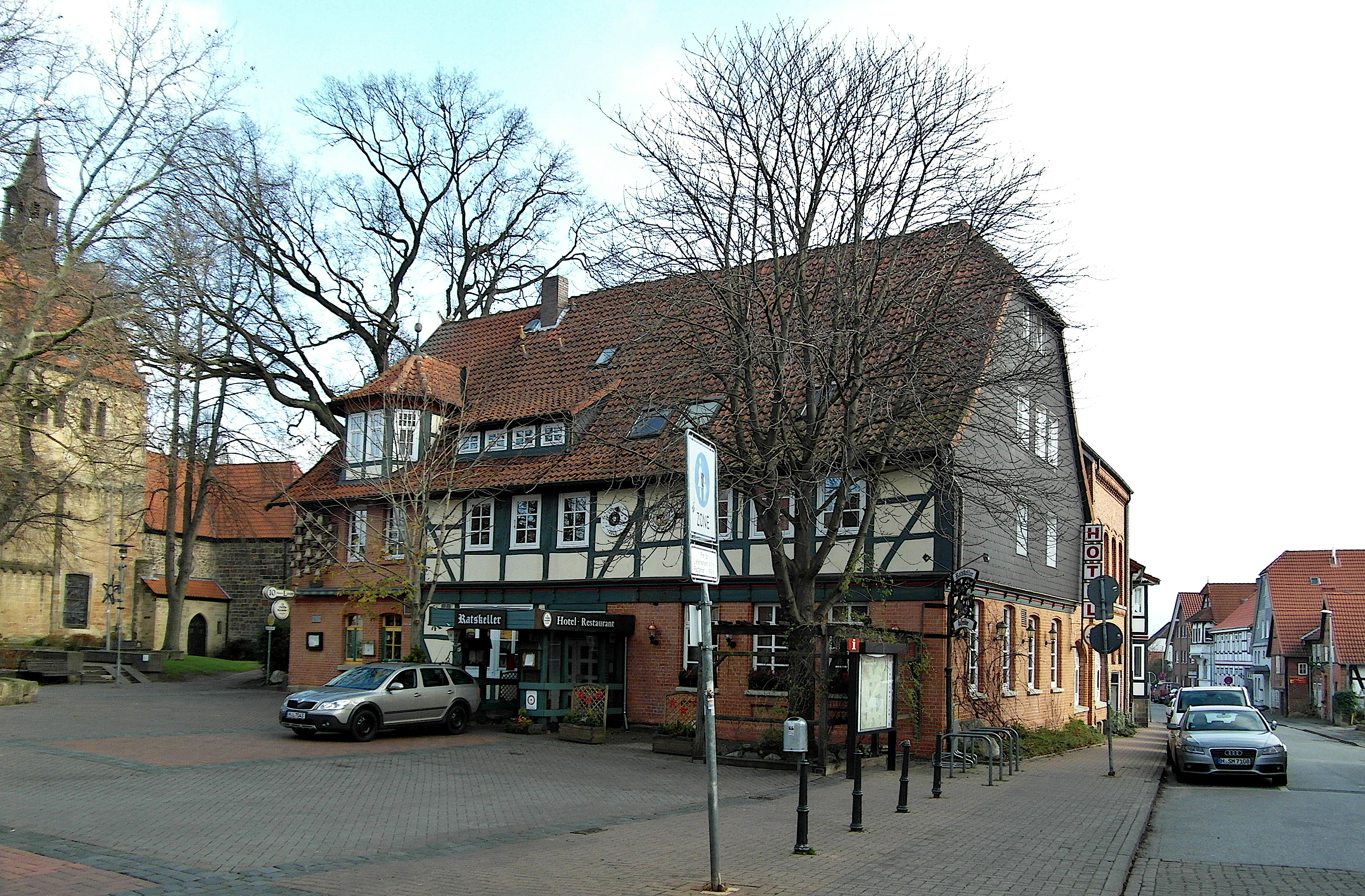
Ratskeller, Am Markt und Alte Straße

Die erste Erwähnung des Ratskellers im Jahr 1586 macht ihn zum zweitältesten Bauwerk der Stadt. Mit der Urkunde wurde die Berechtigung zum Bierausschank erteilt. Außerdem hatte er die Braugerechtigkeit inne. Bei einer Brandkatastrophe im Jahr 1669, bei der 45 Häuser zerstört wurden, brannte auch der Ratskeller ab. Danach wurde er wieder aufgebaut.
Zu der Zeit gehörte der Ratskeller den Gehrdener Bürgern und wurde in der Regel alle vier Jahre neu verpachtet.
Die jeweiligen Pächter durften das Erdgeschoss, mit Ausnahme eines Raumes in dem Malz gelagert wurde, sowie Keller, Stallgebäude und Garten des Gebäudes nutzen. In der früher regelmäßig für Ratssitzungen genutzten Ratsstube im Obergeschoss des Gebäudes hat der Rat der Stadt Gehrden noch das Benutzungsrecht, von dem er heute einmal im Jahr Gebrauch macht. Das Recht wurde 1883 in das Grundbuch eingetragen.
Um 1870 wurde das Gebäude von zwei Familien käuflich erworben. Von 1876 bis 1966 gehörte der Ratskeller ebenso wie  das 1898 errichtete Waldschlösschen der Familie Heinrich Löchner. Lange diente der Ratskeller auch als Ausspann für Fuhrwerke und Postkutschen im Königreich Hannover.

## Beschreibung

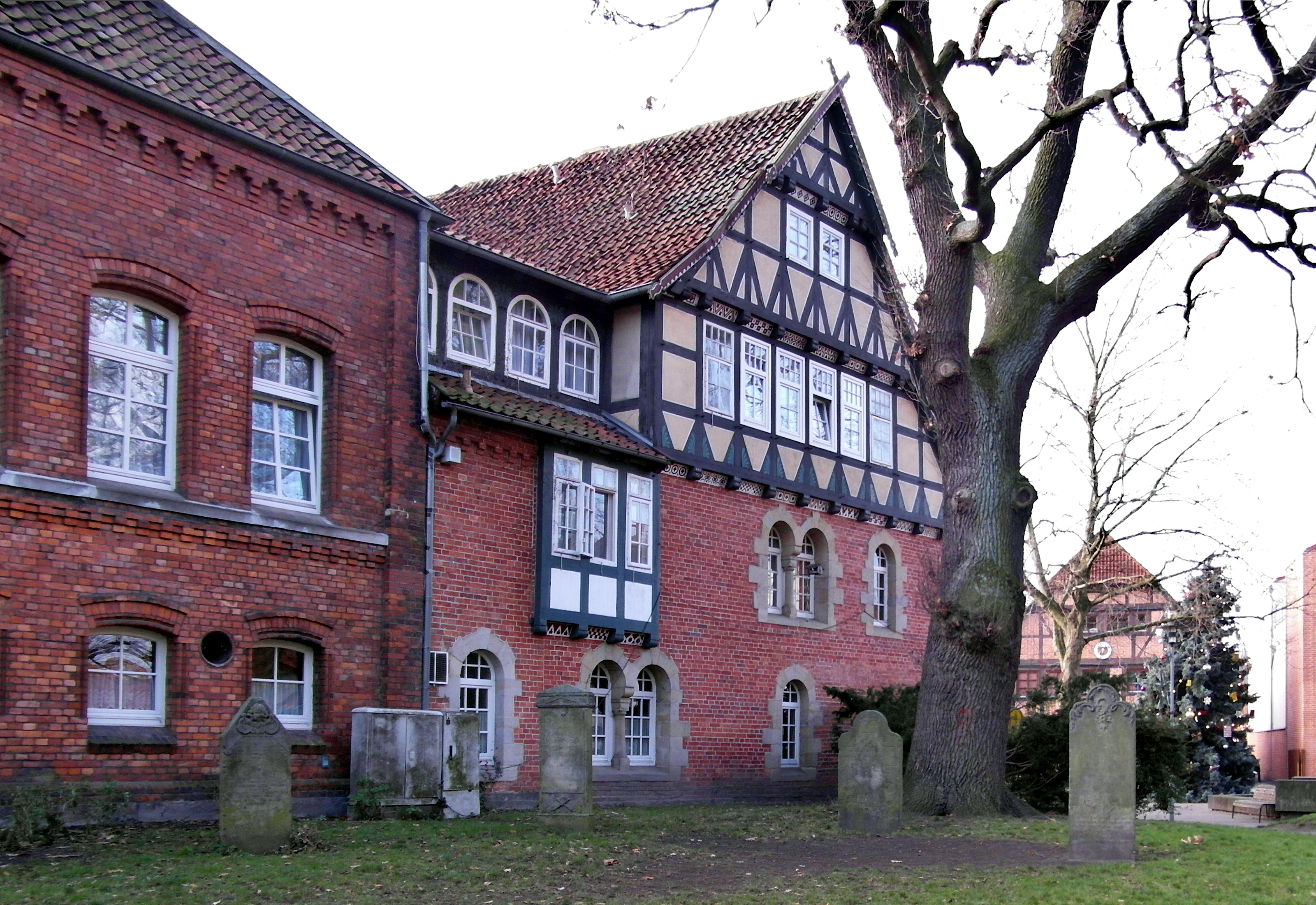
Der Ratskeller grenzt an den Kirchhof

Der Ratskeller steht an der Südostecke des Gehrdener Marktplatzes. Der Kern des zum Teil stockwerkartig abgezimmerten, zum Markt traufständigen Gebäudes stammt vermutlich vom Ende des 16. Jahrhunderts. Seither gab es einen Wiederaufbau und zahlreiche Umbauten sowie Erweiterungen. Dazu zählt die Errichtung eines großen Saals von 1897 über den Stallungen und der Remise im hinteren Gebäudeteil. 1901 wurde dem Fachwerkteil eine Kegelbahn seitlich angesetzt. Mittlerweile wird dieser Gebäudeteil als Bistro genutzt. Durch seine Lage und Gestaltung stellt das Gebäude einen das Stadtbild prägenden zweigeschossigen Klinker- und Fachwerkbau dar.

## Glockenspiel

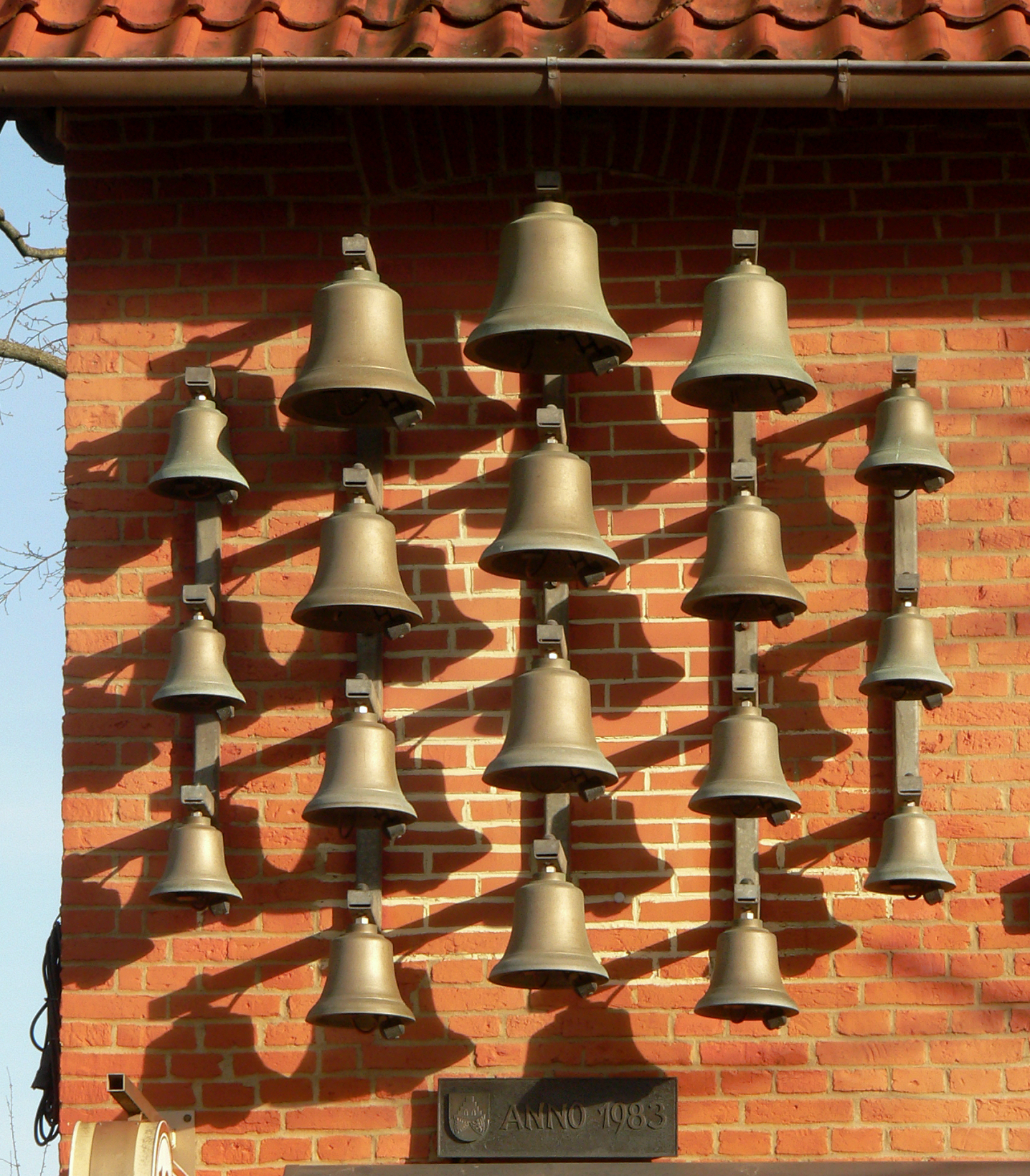
Glockenspiel von 1983

An der Fassade des Ratskellers hängt ein 1983 von Gehrdener Bürgern gestiftetes Glockenspiel.
Die 18 Bronzeglocken wurden von der Königlichen Glockengießerei in Asten gegossen. Sie haben ein Gesamtgewicht von 443 kg, die schwerste wiegt 47 kg. Das fast zehn Jahre lang stillgelegte Glockenspiel wurde 2024 technisch überarbeitet und wieder in Betrieb genommen.
Zweimal täglich werden Volkslieder aus einem Repertoire vom mehr als 70 Melodien digital mittels Magnetschlaghämmern eingespielt.

## Brunnen
Vor dem Eingang zum Ratskeller stand seit den 1930er Jahren ein von dem hannoverschen Bildhauer Ludwig Vierthaler geschaffener Brunnen mit der Skulptur „Knabe mit Fisch auf der Weltkugel“. Bei der Einrichtung der Gehrdener Fußgängerzone im Jahr 1974 wurde er abgebaut. Die Fläche am Marktplatz wird für Außengastronomie genutzt. Die Skulptur steht seit 2011 auf dem Kirchhof bei der Margarethenkirche.